# 窪之坊 (山梨県身延町)
窪之坊（くぼのぼう）は、身延山久遠寺にある塔頭の1つ。開山は、六老僧の一人日持。奠師法縁(奠統会)

## 歴史
- 1294年（永仁2年）6月、日持により創建される。
- 1874年（明治7年）、下之坊を合併。
- 1875年（明治8年）、山本坊を合併し現在地に移転。無住であった東谷の妙仙坊の建築を移し利用する。

## 境内
- 本堂

## 別院
- 身延山窪之坊箱根強羅別院日蓮宗妙法堂（神奈川県足柄下郡箱根町強羅）

## 歴代
- 蓮華阿闍梨日持

## その他
- 虚空蔵菩薩、日辰（身延山42世）を祀る。

## 旧末寺
日蓮宗は昭和16年（1941年）に本末を解体したため、現在では、旧本山、旧末寺と呼びならわしている。
- 存立山妙泉寺（山梨県南巨摩郡身延町大島）
- 経塚山妙栄寺（静岡市清水区由比北田）

## 参考資料
- 公式サイト - ウェイバックマシン（2002年6月4日アーカイブ分）
- 宿坊窪之坊